# Fly (Avril Lavigne)
Fly è un singolo della cantautrice canadese Avril Lavigne, pubblicato il 16 aprile 2015 come inno per i Giochi delle Special Olympics 2015.

## Produzione
Fly fu pubblicato esattamente cento giorni prima dell'inizio delle "2015 Special Olympics World Games", l'evento sportivo più importante del 2015, che si è tenuto dal 25 luglio al 2 agosto 2015 a Los Angeles. Il 18 giugno, Lavigne annuncia di cantare la canzone alla cerimonia di apertura delle Special Olympics il 26 luglio 2015.

## Composizione
Lavigne ha scritto la canzone Fly con suo marito Chad Kroeger e con David Hodges, mentre i produttori della canzone furono la stessa Avril e Chris Baseford.

## Significato
Lavigne ha rivelato:

## Video musicale
Il video musicale di Fly è stato diretto da Avril Lavigne e Robb Dipple. Il video è stato trasmesso in anteprima nel programma Good Morning America il 16 aprile 2015, e mostra varie clip relative alle Special Olympics ed a momenti di Avril mentre questa registra la canzone.

## Crediti e personale
- Avril Lavigne – lead vocals, songwriter, record producer
- Chris Baseford – record producer, audio engineering, Music programming
- Chad Kroeger – songwriter, guitar
- David Hodges – songwriter, Backing vocalist, piano
- Filip Jančík – Violin
- Andrew Schubert – additional engineering
- Adam Chagnon – additional engineering
- Keith Armstrong – assistant mixing
- Nik Karpen – assistant mixing
- Ted Jensen – mastering

## Posizione in classifica
| Classifiche (2015)               | Posizione massima |
| -------------------------------- | ----------------- |
| Canada (Canadian Hot 100)        | 92                |
| Indonesia (Creative Disc Top 50) | 15                |

## Data di pubblicazione
| Luogo          | Data           | Formato          | Etichetta              |
| -------------- | -------------- | ---------------- | ---------------------- |
| Tutto il mondo | 16 aprile 2015 | Digital download | Special Olympics, Inc. |